# John Niklasson
John Henry Bolin Niklasson (ur. 6 czerwca 1923 w Öddö, zm. 24 września 2006 w Strömstad) – szwedzki wioślarz. Reprezentant Szwecji na Letnich Igrzyskach Olimpijskich 1952 w Helsinkach. Na igrzyskach uczestniczył w wioślarskiej ósemce w składzie Lennart Andersson, Frank Olsson, John Niklasson, Gösta Adamsson, Ivan Simonsson, Ragnar Ek, Thore Börjesson, Rune Andersson, Sture Baatz, Szwedzi odpadli w półfinale. 